# Lanjik
Lanjik (en arménien Լանջիկ) est une communauté rurale du marz de Shirak en Arménie. En 2008, elle compte 1 037 habitants.